# Poisat
Poisat är en kommun i departementet Isère i regionen Auvergne-Rhône-Alpes i sydöstra Frankrike. Kommunen ligger i kantonen Eybens som tillhör arrondissementet Grenoble. År 2022 hade Poisat 2 120 invånare.

## Befolkningsutveckling
Antalet invånare i kommunen Poisat
Referens:INSEE